# ستيف دايموند
ستيف دايموند (بالإنجليزية: Steve Diamond)‏ هو لاعب اتحاد الرغبي بريطاني، ولد في 3 فبراير 1966 في اتشثام ‏ في المملكة المتحدة.

## وصلات خارجية
- ستيف دايموند عل موقع إسبنسكروم (الإنجليزية)